# Samuel Uggla
Samuel Uggla, född 1714, död 15 november 1782 i Allhelgona församling, Östergötlands län, var en svensk häradshövding.

## Biografi
Samuel Uggla föddes 1714. Han var son till bergsmannen Samuel Uggla och Christina Persdotter Uf i Falun. Uggla var häradshövding i Bobergs, Gullbergs, Bråbo och Finspånga läns häraders domsaga. Han avled 1782

### Familj
Uggla gifte sig andra gången 27 juni 1744 i Värmdö kyrka med Maria Christina Nordenflycht (1707–1772), dotter till kamreren Anders Nordenflycht vid första avräkningskontoret i kammarkollegium och Christina Rosin. Maria Christina Nordenflycht var änka efter advokatfiskalen Christian Herkepæus i Kommerskollegium. Uggla och Nordenflycht fick tillsammans dottern Fredrika Lovisa Uggla (1746–1794) som var gift med livdrabanten Samuel Fredrik Åkerhielm af Margretelund.